# Invändig beläggning
Invändig beläggning är en reliningmetod kallas även coating och innebär att de rör som ska renoveras beläggs invändigt med cementbruk eller plastmaterial, t.ex. epoxi eller polyester.
Efter rengöring, inspektion och reparation av eventuella skador, läggs beläggningsmaterialet på, antingen med ett roterande sprutmunstycke, eller med hjälp av en roterande borste.
Rör med liten diameter kan beläggas invändigt med en teknik där plastmaterial blåses genom röret och en jämn beläggning skapas på grund av laminära flöden.

## Tekniska data

### Betongsprutning
| Max ledningsdiameter   | 2000 mm                                   |
| Max längd              | Obegränsad                                |
| Befintligt rörmaterial | Stål, gjutjärn                            |
| Utrymmesbehov          | Sänkbrunn, spontschakt                    |
| Begränsningar          | Större skador på den befintliga ledningen |

### Epoxisprutning
| Max ledningsdiameter   | 1000 mm                                   |
| Max längd              | 150 meter                                 |
| Befintligt rörmaterial | Alla                                      |
| Nytt rörmaterial       | Härdplast - armerad eller homogen         |
| Utrymmesbehov          | Nedstigningsbrunn, spontschakt            |
| Begränsningar          | Större skador på den befintliga ledningen |